# Arrondissement de Sverdlovsk d'Irkoutsk
L'arrondissement de Sverdlovsk (russe : Свердло́вский администрати́вный о́круг, Sverdlovski administrativny okroug) est l'un des quatre arrondissements de la ville sibérienne d'Irkoutsk en Russie.